# San Pablo (Guatemala)
San Pablo é uma cidade da Guatemala do departamento de San Marcos. A população etimada em 2010 é de 49694 habitantes.